# The Americans
The Americans is een Amerikaanse dramaserie die uitgezonden wordt op de Amerikaanse zender FX. De serie speelt zich af in de jaren tachtig met de Koude Oorlog als achtergrond. Het eerste seizoen startte op 30 januari 2013 en telde dertien afleveringen. In Vlaanderen werd de reeks uitgezonden op Canvas, het eerste seizoen in oktober 2013, het tweede in oktober 2014. In 2018 eindigde de serie na zes seizoenen.

## Verhaal
KGB-agenten Mischa en Nadezhda werden in de Sovjet-Unie getraind om daarna op het einde van de jaren zestig in de Verenigde Staten te gaan wonen onder de namen Philip en Elizabeth Jennings. Overdag werken ze als reisagenten en 's nachts werken ze als spionnen. De gegevens die ze verzamelen bij hun infiltraties in de politieke wereld van Washington D.C. geven ze door aan hun KGB-contactpersoon. In 1981 zijn ze inmiddels getrouwd en hebben twee kinderen, de dertienjarige Paige en de tienjarige Henry, die niets weten van de afkomst en achtergrond van hun ouders.

## Rolverdeling

#### Hoofdrollen
- Keri Russell als KGB-agent Elizabeth Jennings
- Matthew Rhys als KGB-agent Philip Jennings
- Noah Emmerich als FBI-agent Stan Beeman
- Maximiliano Hernández als FBI-agent Chris Amador
- Holly Taylor als Paige Jennings, Elizabeth en Philips dochter
- Keidrich Sellati als Henry Jennings, Elizabeth en Philips zoon
- Susan Misner als Sandra Beeman, Stans vrouw
- Annet Mahendru als Nina
- Alison Wright als Martha Hanson

#### Bijrollen
- Richard Thomas als agent Frank Gaad, een FBI supervisor
- Margo Martindale als Claudia, de KGB supervisor voor Elizabeth en Philip
- Daniel Flaherty als Matthew Beeman, Stans zoon
- Lev Gorn als Arkady Ivanovich
- Costa Ronin als Oleg Burov

## Afleveringen Seizoen 1
| Afl.nr. | Afleveringen                 | Originele uitzenddatum |
| ------- | ---------------------------- | ---------------------- |
| 1       | Pilot                        | 30-01-2013             |
| 2       | The Clock                    | 06-02-2013             |
| 3       | Gregory                      | 13-02-2013             |
| 4       | In Control                   | 20-02-2013             |
| 5       | COMINT                       | 27-02-2013             |
| 6       | Trust Me                     | 06-03-2013             |
| 7       | Duty and Honor               | 13-03-2013             |
| 8       | Mutually Assured Destruction | 20-03-2013             |
| 9       | Safe House                   | 03-04-2013             |
| 10      | Only You                     | 10-04-2013             |
| 11      | Covert War                   | 17-04-2013             |
| 12      | The Oath                     | 24-04-2013             |
| 13      | The Colonel                  | 01-05-2013             |

## Afleveringen Seizoen 2
| Afl.nr. | Afleveringen         | Originele uitzenddatum |
| ------- | -------------------- | ---------------------- |
| 1       | Comrades             | 26-02-2014             |
| 2       | Cardinal             | 05-03-2014             |
| 3       | The Walk In          | 12-03-2014             |
| 4       | A Little Night Music | 19-03-2014             |
| 5       | The Deal             | 26-03-2014             |
| 6       | Behind the Red Door  | 02-04-2014             |
| 7       | ARPANET              | 09-04-2014             |
| 8       | New Car              | 16-04-2014             |
| 9       | Martial Eagle        | 23-04-2014             |
| 10      | Yousaf               | 30-04-2014             |
| 11      | Stealth              | 07-05-2014             |
| 12      | Operation Chronicle  | 14-05-2014             |
| 13      | Echo                 | 21-05-2014             |

## Afleveringen Seizoen 3
| Afl.nr. | Afleveringen                           | Originele uitzenddatum |
| ------- | -------------------------------------- | ---------------------- |
| 1       | EST Men                                | 28-01-2015             |
| 2       | Baggage                                | 04-02-2015             |
| 3       | Open House                             | 11-02-2015             |
| 4       | Dimebag                                | 18-02-2015             |
| 5       | Salang Pass                            | 25-02-2015             |
| 6       | Born Again                             | 04-03-2015             |
| 7       | Walter Taffet                          | 11-03-2015             |
| 8       | Divestment                             | 18-03-2015             |
| 9       | Do Mail Robots Dream of Electric Sheep | 25-03-2015             |
| 10      | Stingers                               | 01-04-2015             |
| 11      | One Day in the Life of Anton Baklanov  | 08-04-2015             |
| 12      | I Am Abassin Zadran                    | 15-04-2015             |
| 13      | March 8, 1983                          | 22-04-2015             |